# Stazione meteorologica di Palermo Istituto Zootecnico
La stazione meteorologica di Palermo Istituto Zootecnico è la stazione meteorologica di riferimento relativa all'area periferica collinare della città di Palermo.

## Medie climatiche ufficiali

### Dati climatologici 1981-2010
In base alla media di riferimento (1981-2010), la temperatura media del mese più freddo, gennaio, si attesta a +11,6 °C; quella del mese più caldo, agosto, è di +27,7 °C. 
| Palermo Istituto Zootecnico (1981-2010) | Mesi | Mesi | Mesi | Mesi | Mesi | Mesi | Mesi | Mesi | Mesi | Mesi | Mesi | Mesi | Stagioni | Stagioni | Stagioni | Stagioni | Anno |
| Palermo Istituto Zootecnico (1981-2010) | Gen  | Feb  | Mar  | Apr  | Mag  | Giu  | Lug  | Ago  | Set  | Ott  | Nov  | Dic  | Inv      | Pri      | Est      | Aut      | Anno |
| --------------------------------------- | ---- | ---- | ---- | ---- | ---- | ---- | ---- | ---- | ---- | ---- | ---- | ---- | -------- | -------- | -------- | -------- | ---- |
| T. max. media (°C)                      | 15,0 | 15,9 | 18,3 | 21,0 | 25,5 | 29,7 | 32,5 | 33,0 | 29,5 | 25,5 | 20,2 | 16,2 | 15,7     | 21,6     | 31,7     | 25,1     | 23,5 |
| T. min. media (°C)                      | 8,2  | 8,1  | 9,3  | 11,2 | 14,9 | 18,9 | 21,6 | 22,4 | 19,9 | 16,8 | 12,6 | 9,6  | 8,6      | 11,8     | 21,0     | 16,4     | 14,5 |

## Valori estremi

### Temperature estreme mensili dal 1962 ad oggi
Nella tabella sottostante sono riportate le temperature massime e minime assolute mensili, stagionali ed annuali dal 1962 ad oggi, con il relativo anno in cui si queste si sono registrate. La massima assoluta del periodo esaminato di +45,2 °C risale all'agosto 1999, mentre la minima assoluta di -1,0 °C è del gennaio 1999. 
| Palermo Istituto Zootecnico (1962-2023) | Mesi        | Mesi              | Mesi        | Mesi        | Mesi              | Mesi        | Mesi        | Mesi        | Mesi        | Mesi        | Mesi        | Mesi        | Stagioni | Stagioni | Stagioni | Stagioni | Anno |
| Palermo Istituto Zootecnico (1962-2023) | Gen         | Feb               | Mar         | Apr         | Mag               | Giu         | Lug         | Ago         | Set         | Ott         | Nov         | Dic         | Inv      | Pri      | Est      | Aut      | Anno |
| --------------------------------------- | ----------- | ----------------- | ----------- | ----------- | ----------------- | ----------- | ----------- | ----------- | ----------- | ----------- | ----------- | ----------- | -------- | -------- | -------- | -------- | ---- |
| T. max. assoluta (°C)                   | 28,5 (1977) | 32,5 (1977)       | 36,6 (1975) | 34,5 (1977) | 39,8 (1994)       | 43,5 (1975) | 45,0 (1998) | 45,2 (1999) | 42,5 (1968) | 41,0 (1976) | 36,0 (1976) | 28,5 (1975) | 32,5     | 39,8     | 45,2     | 42,5     | 45,2 |
| T. min. assoluta (°C)                   | −1,0 (1999) | 0,5 (1981 e 1999) | 1,4 (1987)  | 5,3 (2015)  | 7,4 (2013 e 2016) | 10,0 (1986) | 14,4 (1980) | 14,6 (2013) | 12,1 (2002) | 8,0 (2007)  | 3,9 (1981)  | −0,3 (2014) | −1,0     | 1,4      | 10,0     | 3,9      | −1,0 |